# آي تي في سبورت
آي تي في سبورت هو منتج رياضي لـ آي تي في . تم تشكيلها بعد اندماج غرناطة سبورت وسنترال سبورت . 
يتم بث غالبية برامج آي تي في سبورت على ITV4 على الرغم من عرض مباريات كرة القدم الحية وأحداث سباق الخيل الكبرى وكأس العالم للرجبي على شبكة آي تي في (آي تي في 1 و STV و UTV ). يتم استخدام ITV2 وITV3 فقط عندما يتعارض أكثر من حدث رياضي واحد ولا يمكن بث ITV1 أو ITV4. على سبيل المثال، إذا كانت اشتباكات رياضة السيارات الحية مع سباق فرنسا للدراجات. سيتم عرض سباق فرنسا للدراجات على ITV4 مع رياضة السيارات على ITV3. يتم استخدام ITV2 عادةً عندما تكون هناك رياضة يجب عرضها ولكن هناك رياضة أخرى على ITV4 وآي تي في ريسينغ على ITV3. في عام 2020، بثت قناة ITV2 بطولة السيارات السياحية البريطانية بينما عرضت قناة ITV4 سباق Tour de France وبثت قناة ITV3 بطولة آي تي في ريسينغ. يتم استخدام ITV2 أيضًا أثناء بطولة أوروبا أو كأس العالم إذا لعبت إنجلترا أو دولة أخرى في نفس اليوم، على سبيل المثال اسكتلندا. ستقام مباراة إنجلترا على ITV1 وITV2 مع المنافس المحلي على STV/UTV وITV4. أما بقية التغطية الرياضية الإضافية فستكون على ITV3 وITVX. يتضمن هذا في الغالب لعبة السنوكر والسهام و آي تي في ريسينغ.
مدير آي تي في سبورت هو نيال سلون، الذي يقدم تقاريره إلى مدير التلفزيون في آي تي في كيفن ليغو.

## التاريخ
تم إنشاء آي تي في سبورت كعلامة تجارية شاملة للبرامج الرياضية على شبكة آي تي في . لم يتم إنتاج أي برامج بالفعل بواسطة آي تي في سبورت خلال هذا الوقت، بل أنتجت كل شركة من شركات آي تي في الـ 15 عروضًا رياضية للعلامة التجارية الشاملة، مثل عالم الرياضة بواسطة تلفزيون لندن ويك إند و عرض منتصف الأسبوع الرياضي الخاص بواسطة تلفزيون التايمز .
في عام 2004، اندمجت شركتا غرناطة وكارلتون، مما أدى إلى إنشاء شركة واحدة لجميع امتيازات آي تي في في إنجلترا وويلز.  تم تشكيل قسم الرياضة الحالي في ITV من اندماج غرناطه سبورت وقسم الرياضة في كارلتون (سنترال سابقًا) و LSN، القسم الرياضي في شبكة أخبار لندن .

### قناة رياضية سابقة
اعتادت قناة آي تي في أن تمتلك قناة رياضية مخصصة على شبكة أي تي في ديجيتال . تم بثها في الأصل دوري أبطال أوروبا لكرة القدم ودورات الماسترز 1000 نقطة للتنس تحت العلامة التجارية أونسبورت ، وتمت إعادة تسميتها لتصبح قناة آي تي في الرياضية . تم إطلاق قناة آي تي في سبورت التي استمرت لموسم كرة قدم واحد فقط، يوم السبت 11 أغسطس 2001 وأغلقت يوم السبت 12 مايو 2002 

### الدفع على كل مشاهدة

#### آي تي في سبورت سيليكت
أثناء ال موسم كرة القدم 2001–02 عرضت قناة ITV مباريات كرة القدم في الدوري الإنجليزي الممتاز حسب الطلب من سكاي سبورتس على قناة تسمى آي تي في سبورت سيليكت.

#### اي تي في شباك التذاكر
أطلقت قناة آي تي في قناتها بنظام الدفع مقابل المشاهدة، اي تي في شباك التذاكر ، في 4 فبراير 2017 عندما عرضت تغطية معركة الملاكمة على اللقب العالمي لكريس يوبانك جونيور ضد رينولد كوينلان .  في 24 يناير 2020، أعلنت القناة إغلاقها عبر رسالة منشورة على صفحة ويب آي تي في شباك تذاكر: "توقفت خدمة آي تي في شباك تذاكر اعتبارًا من 24 يناير 2020. ولا توجد خطط أخرى لعرض أي أحداث مستقبلية على هذه القناة". 

## تغطية آي تي في الرياضية الحالية

### كرة القدم
تمتلك قناة ITV حقوقًا مشتركة لكأس العالم مع هيئة الإذاعة البريطانية (BBC) ، وقد عرضت كل نهائيات كأس العالم على الهواء مباشرة منذ عام 1966، على أساس مشترك مع هيئة الإذاعة البريطانية (BBC). تم تطبيق نفس الترتيب لسنوات عديدة لتغطية بطولة كأس الأمم الأوروبية UEFA وشارك كلا المذيعين في التغطية في عام 2016.
شاركت قناة آي تي في حقوق كأس الاتحاد الإنجليزي مع هيئة الإذاعة البريطانية (BBC) من عام 1955 إلى عام 1988 وستفعل ذلك مرة أخرى من عام 2021 إلى عام 2022 مع قيام كلا المذيعين بتغطية المباراة النهائية على الهواء مباشرة. كانت هذه بشكل عام هي المباراة الوحيدة في المملكة المتحدة التي يتم عرضها على الهواء مباشرة على شاشة التلفزيون كل موسم. بدأ كلا المذيعين التغطية منذ الصباح الباكر في محاولة للسيطرة على منافسهما. استعادت قناة آي تي في الحقوق المباشرة لبث كأس الاتحاد الإنجليزي حصريًا على التلفزيون الأرضي في عام 1997، حيث عرضت كل مباراة نهائية مع سكاي من عام 1998 إلى عام 2001 بينما عرضت هيئة الإذاعة البريطانية أبرز الأحداث في مباراة اليوم. ثم عادت كأس الاتحاد الإنجليزي إلى بي بي سي حتى عام 2008 عندما استعادت قناة آي تي في حقوق كأس الاتحاد الإنجليزي وحقوق إنجلترا .  ومع ذلك، فقد تم انتقاد تغطيتهم للمسابقة بعد سلسلة من الأخطاء بما في ذلك زوايا الكاميرا الضعيفة، والعروض القصيرة جدًا، وعلى الأخص الحادث الذي وقع أثناء ديربي الجولة الرابعة بين إيفرتون وليفربول في مسابقة 2008–09 . وبعد مرور 90 دقيقة بدون أهداف، انتقلت المباراة إلى الوقت الإضافي. وعندما سجل لاعب خط الوسط الشاب دان جوسلينج هدف الفوز في الشوط الثاني من الوقت الإضافي، قطعت قناة آي تي في الإعلانات عن طريق الخطأ، مما تسبب في تفويت المشاهدين للهدف. في النهاية، فقدت قناة آي تي في هذه الحقوق منذ نهاية موسم 2013-2014 لصالح بي بي سي سبورت.  في 23 مايو 2019، استعادت قناة آي تي في حقوق قناة بي تي سبورت من عام 2021 إلى عام 2022، مما يجعل بث كأس الاتحاد الإنجليزي مجانيًا بالكامل لأول مرة منذ عام 1988.

#### مذيعو كرة القدم في قناة آي تي في
منذ عام 2015، المضيف الرئيسي لكرة القدم على قناة آي تي في هو مارك بوجاتش . من بين المقدمين السابقين لتغطية كرة القدم على قناة آي تي في جيم روزنتال (1983–88)، إلتون ويلسبي (1988–92)، ماثيو لورينزو (1993–94)، بوب ويلسون (1994–99)، ديس لينام (1999–2004)، غابي لوجان (1999–2004). 2004–06)، ستيف رايدر (2006–10) وأدريان تشيليز (2010–14).

### رياضة السيارات
بطولة السيارات السياحية البريطانية هي سلسلة أخرى فازت بها قناة آي تي في بعيدًا عن بي بي سي، وذلك في عام 2002 وفي عام 2004، قدمت قناة آي تي في تغطية حية لبطولة السيارات السياحية البريطانية لأول مرة على شبكة التلفزيون. وفي السابق، كانت هيئة الإذاعة البريطانية (BBC) تعرض سباقات مباشرة من حين لآخر، ولكن ليس إلى هذا الحد. تم بث جميع الاجتماعات مباشرة بواسطة آي تي في سبورت منذ ذلك الحين. يتم الآن عرض السباقات مباشرة على آي تي في 4 ويتم عرض أبرز الأحداث على آي تي في يوم الثلاثاء في الصباح الباكر من عطلة نهاية الأسبوع المقابلة. كان فيكي بتلر-هندرسون وبن إدواردز مقدمي البرنامج من عام 2002 إلى عام 2005، بينما تولى تيد كرافيتز ولويز جودمان المسؤولية في عام 2006. حل ستيف رايدر محل كرافيتز في عام 2009.
في عام 2006، حلت قناة آي تي في محل القناة الرابعة باعتبارها المذيع الأرضي لبطولة السوبربايك البريطانية .
من عام 2014 إلى عام 2016، عرضت آي تي في 4 أبرز أحداث موتو جي بي والتي تم بثها ليلة الاثنين بعد السباق، وساهم فريق بي تي سبورت في التعليق وكان في جوهره إنتاج بي تي سبورت لـ آي تي في. فقدت هذه الحقوق أمام القناة الخامسة لموسم 2017، ثم انتقلت الحقوق إلى طلب لموسم 2019. في عام 2021، استعادت ITV4 حقوق أبرز أحداث MotoGP، وعرضت سباق الجائزة الكبرى الفرنسي على الهواء مباشرة، ومن المقرر عرض سباق الجائزة الكبرى البريطاني على ITV.

### اتحاد الركبي
قامت الشبكة ببث كل مباريات كأس العالم للرجبي على الهواء مباشرة منذ عام 1991، حيث كانت المذيع المضيف في أعوام 1991 و1999 و2015. البطولة الوحيدة التي لم تعرضها قناة ITV هي البطولة الافتتاحية التي أقيمت في عام 1987.
عندما فازت قناة سكاي سبورتس ، في عام 1996، بشكل مثير للجدل بحقوق عرض أبرز المباريات الدولية المحلية في إنجلترا، بما في ذلك بطولة الأمم الخمس، قامت قناة ITV بترخيص حقوق بث تلك المباريات.
في نفس الوقت بدأت قناة ITV بتغطية سلسلة Rugby Sevens الدولية. وقد اتخذ هذا شكل أبرز الأحداث في معظم البطولات، مع تغطية حية لتلك التي أقيمت في إنجلترا وويلز. فقدت قناة ITV هذه الحقوق لصالح قناة Sky Sports في عام 2006، ولكن بين عامي 2015 وعرضت أبرز الأحداث مرة أخرى.
قامت قناة ITV بتغطية كأس هاينكن في نقاط مختلفة خلال تاريخ البطولة. عرضت قناة ITV تغطية حية لنصف النهائي والنهائي من الأول  ولموسم واحد في عام 2001، عندما فشلت قناة Premium TV في إطلاق قناتها في الوقت المحدد، والتي استخدمتها لدعم قناة ITV الرياضية. استأنفت قناة ITV تغطيتها للبطولة في عام 2022 عندما حلت محل القناة الرابعة باعتبارها المذيع الأرضي للحدث. 
بين موسمي 2008–09 و2016–17 ، عرضت قناة ITV Sport برنامجًا أسبوعيًا مميزًا لجميع مباريات الدوري الممتاز للرجبي وكأس الأنجلو الويلزية . وذهبت هذه الحقوق إلى القناة الخامسة، التي قامت أيضًا ببث خمس مباريات مباشرة بين عامي 2017 و2021. في عام 2022، عادت تغطية الدوري الممتاز مع عرض قناة ITV سبع مباريات حية في الموسم بما في ذلك المباراة النهائية. يستمر هذا لموسم 2023–24 . 
اعتبارًا من عام 2016، ردًا على عروض القنوات الفضائية المدفوعة من Sky وBT لتغطية بطولة الأمم الستة اعتبارًا من عام 2017، وافقت هيئة الإذاعة البريطانية (BBC) على خسارة الحقوق الحصرية للبطولة قبل عامين من موعدها حتى تتمكن هيئة الإذاعة البريطانية (BBC) وقناة ITV من تقديم عرض مشترك لشراء البطولة. حقوق البطولة هي إبقاء الأمم الستة على شاشة التلفزيون المجانية. في 9 يوليو 2015، تم قبول العرض، وأصبحت آي تي في وبي بي سي مذيعين مشتركين للأمم الستة في المملكة المتحدة من عام 2016 إلى عام 2021. ستبث قناة ITV جميع مباريات إنجلترا وأيرلندا وإيطاليا على الهواء مباشرة، بينما ستبث هيئة الإذاعة البريطانية جميع مباريات فرنسا واسكتلندا وويلز على الهواء مباشرة. يقدم مارك بوجاتش وجيل دوغلاس تغطية قناة ITV للأمم الستة. قبل بطولة 2022، قامت قناة ITV بتمديد عقدها حتى عام 2025. ستشهد الصفقة الجديدة استمرارهم في بث المباريات المحلية من إنجلترا وأيرلندا وإيطاليا بالإضافة إلى بث تلك المباريات من فرنسا. وتعني الصفقة الجديدة أيضًا أنهم سيبثون المباريات في وقت الذروة لأول مرة.
في 4 فبراير 2017، أُعلن أن قناة ITV مددت عقدها لكأس العالم للرجبي حتى بطولة 2023. تتضمن الصفقة أيضًا تغطية حية لكأس العالم للرجبي للسيدات لأول مرة وكأس العالم تحت 20 عامًا. عرضت قناة ITV سابقًا أبرز أحداث WRWC في عام 2001.

### سباق الخيل
حتى منتصف الثمانينات، كان سباق الخيل يُعرض بانتظام على قناة ITV. كان السباق هو الدعامة الأساسية لعالم الرياضة طوال فترة تشغيل البرنامج مع عرض ITV Seven كل أسبوع تقريبًا. كما عرضت قناة ITV السباق خلال الأسبوع. عرضت قناة ITV العديد من أحداث السباقات الرائعة، بما في ذلك جميع كلاسيكيات السباقات المسطحة، على الرغم من أن القناة لم تعرض أبدًا The Grand National حيث تمت تغطية هذا الحدث بواسطة بي بي سي. وفي منتصف الثمانينات تم تحويل التغطية إلى القناة الرابعة. في مارس 1984، تم نقل أحداث منتصف الأسبوع على قناة ITV من خلال تغطية السباق يوم السبت مما أدى إلى التبديل في أكتوبر 1985 بعد أسبوع من بث النسخة النهائية من عالم الرياضة. واصلت قناة ITV بث تغطية الديربي ، والبث المتزامن لتغطية القناة الرابعة، لكنها توقفت عن القيام بذلك بعد حدث 1988 وكانت هذه آخر مرة يتم فيها بث سباق الخيل على قناة ITV حتى عام 2017.
في 1 يناير 2016، أُعلن أن قناة ITV Sport قد فازت بحقوقها لتكون موطنًا حصريًا للبث المباشر لسباق الخيل البريطاني اعتبارًا من 1 يناير 2017 لتحل محل القناة الرابعة التي استحوذت على حقوق ITV سابقًا في الثمانينيات. تشمل صفقة ITV سباق الخيل بعد ظهر كل يوم سبت على ITV أو ITV4 بالإضافة إلى تغطية المهرجانات الكبرى على ITV. تعني هذه الصفقة أن قناة ITV كانت قادرة على تغطية مهرجانات مثل The Grand National وCheltenham وRoyal Ascot والتي لم يُسمح لهم سابقًا بتغطيتها عندما قاموا بتغطية سباق الخيل على World of Sport، كما كانت تعني أيضًا عودة The Derby إلى القناة في عام 2017 لأول مرة. مرة منذ عام 1988. 
تشمل تغطية ITV's Racing تغطية ما يقرب من 100 يوم من السباق كل عام، منها 41 يومًا على ITV و60 يومًا على ITV4. مقدم السباق الرئيسي في ITV هو Ed Chamberlin الذي وقع للتغطية من Sky Sports و Francesca Cumani الذي يستضيف خلال موسم Flat. انضم Oli Bell أيضًا إلى ITV كمقدم للبرنامج الافتتاحي والذي يتم بثه مباشرة كل صباح سبت على ITV4.  يغطي أولي أيضًا واجبات المقدم الرئيسية لتشامبرلين عندما يكون خارج المنزل.

### ركوب الدراجات
حصلت ITV على حقوق سباق Tour de France في عام 2002، لتحل محل القناة الرابعة باعتبارها المذيع الأرضي في المملكة المتحدة. يتم عرض التغطية على ITV4 ، بعد أن تم بثها في السنوات السابقة على ITV2 و ITV3 . في البداية، تم بث التغطية المباشرة فقط في عطلة نهاية الأسبوع ولكن منذ سباق فرنسا للدراجات 2010، قامت قناة ITV4 ببث تغطية حية يومية لكل مرحلة باستثناء المباراة النهائية التي يتم عرضها على قناة ITV ، وتقدم قناة ITV4 أبرز الأحداث الليلية.
بعد نجاح تصنيفات سباق فرنسا للدراجات، استثمرت قناة ITV في المزيد من تغطية ركوب الدراجات وتعرض الآن جولة جولة السيدات ‏ في بريطانيا وسباق يوركشاير مباشرة. يُظهر أبرز أحداث La Vuelta ، بعد أن أظهر هذا السباق سابقًا على الهواء مباشرة قبل أن يتعارض بانتظام مع جولة بريطانيا. لقد عرضت قناة ITV سابقًا جولة أيرلندا .
تتميز قناة ITV أيضًا بتسليط الضوء على سلسلة جولات ركوب الدراجات، والعديد من السباقات الفرنسية الكلاسيكية، مثل Paris-Roubaix

### السهام
كانت قناة ITV أول محطة بث لألعاب رمي السهام في المملكة المتحدة في عام 1972. قاموا بتغطية العديد من البطولات في عالم الرياضة، بما في ذلك أخبار بطولة العالم وWinmau World Masters. عندما أنهى برنامج World of Sport، قلصت قناة ITV تغطية رمي السهام وأسقطت لعبة السهام تمامًا في عام 1988 وباستثناء حدث واحد لمرة واحدة، مباراة القرن عام 1999 بين بطل العالم في PDC فيل تايلور وبطل BDO العالمي ريموند فان بارنيفيلد . لقد مر ما يقرب من 20 عامًا قبل أن تستأنف قناة ITV تغطية هذه الرياضة عندما أعلنت قناة ITV Sport في عام 2007 أنها ستغطي بطولة جديدة لرمي السهام، Grand Slam of Darts ، والتي تضم أبطال بطولتي BDO وPDC. قامت قناة ITV بتغطية الحدث بين عامي 2007 و2010، ثم انتقلت التغطية إلى قناة سكاي سبورتس .
في عام 2011، وقعت ITV عقدًا جديدًا مع PDC لعرض بطولة السهام الأوروبية في يوليو ونهائيات بطولة اللاعبين الثانية لعام 2011 . 
في 14 يونيو 2013، أعلنت PDC وITV أنهما وقعا عقدًا جديدًا لتغطية أربع بطولات سنويًا من 2013 إلى 2015. البطولات هي بطولة اللاعبين التي قاموا بتغطيتها من عام 2009 إلى عام 2010 ومن ديسمبر 2011 - حتى الآن، والبطولة الأوروبية التي قاموا بتغطيتها سابقًا في عامي 2008 و2011، وهي بطولة جديدة تسمى الماجستير حيث يواجه أفضل 16 لاعبًا في ثلاث مباريات أخرى. بطولة اليوم، وبطولة المملكة المتحدة المفتوحة، والمعروفة أيضًا باسم كأس الاتحاد الإنجليزي للسهام، والتي تم عرضها سابقًا على Sky.
في أواخر عام 2014، أُعلن أن قناة ITV وقعت صفقة لتغطية خمس بطولات لرمي السهام في عام 2015 تغطي بطولة جديدة بعنوان نهائيات بطولة العالم للسهام. وهذا يعني أن قناة ITV في عام 2015 ستغطي بطولة الماسترز في يناير، وبطولة المملكة المتحدة المفتوحة في مارس، والبطولة الأوروبية في أكتوبر، ونهائيات بطولة العالم لرمي السهام ونهائيات بطولة اللاعبين في نوفمبر. 

### السنوكر
في الثمانينيات وأوائل التسعينيات، بثت قناة ITV ما يصل إلى أربع بطولات سنوكر كبرى في كل موسم، بما في ذلك بطولة جيمسون الدولية ، وبطولة العالم الزوجي ، وبطولة العالم للمباراة (التي حلت محل بطولة العالم الزوجي في عام 1988)، وبطولة لادا/ميركانتايل كريديت كلاسيك وبطولة بريطانيا المفتوحة. . تم عرض الأحداث النهارية أحيانًا على القناة الرابعة حتى عام 1988. ومع ذلك، قررت قناة ITV استبعاد كل ألعاب السنوكر الخاصة بها بعد بطولة بريطانيا المفتوحة عام 1993، وبصرف النظر عن العودة القصيرة إلى لعبة السنوكر الخضراء في عامي 2000 و2001، فقد كانت هذه الرياضة غائبة عن شاشات ITV لأكثر من 20 عامًا.
بدأت قناة ITV ببث لعبة السنوكر مرة أخرى في فبراير 2013. تبث قناة ITV4 بطولة العالم المفتوحة. تم الإعلان في يونيو 2013 أن قناة ITV4 ستغطي البطولة الجديدة بعنوان بطل الأبطال اعتبارًا من نوفمبر 2013. في صيف 2014، أعلنت ITV وBarry Hearn أنهما وقعا عقدًا مدته 5 سنوات لتغطية دورتين للسنوكر سنويًا، مع الحفاظ على تغطية بطل الأبطال وبطولة جديدة تسمى الجائزة الكبرى العالمية.  في أغسطس 2015، أعلنت World Snooker أن قناة ITV4 ستبث مباراة Snooker Shoot Out على التلفزيون في صفقة مدتها ثلاث سنوات حتى عام 2018  اعتبارًا من عام 2021، تعرض قناة ITV4 بطل الأبطال ، وجائزة العالم الكبرى ، وبطولة اللاعبين ، وبطولة الجولة ، وبطولة بريطانيا المفتوحة الجديدة.

### قصص الحياة الرياضية
عرض الفيلم الوثائقي الحائز على جائزة ITV Sport  قصص العديد من عظماء الرياضة. تم عرض السلسلة الأولى من قصص الحياة الرياضية لأول مرة على قناة ITV4 في عام 2012 وتضمنت حلقات عن روني أوسوليفان، ودام كيلي هولمز، وفابريس موامبا، وباري ماكجيجان، وغاريث توماس، وبريان لارا، وأمير خان، ولورنس دالاجليو. تم عرض السلسلة الثانية لأول مرة على ITV4 في عام 2013، وتضمنت حلقات عن جيمس كراكنيل، وديفيد وير، ونيكولا آدامز، وجيرمين ديفو، وإريك بريستو، وكريس يوبانك، وديدييه دروغبا، وجيمي وايت. تعود السلسلة 3 في فبراير 2015. من بين المراسلين في المسلسل غابرييل كلارك ونيد بولتينج وآدم دارك وليون مان.

## قائمة حقوق آي تي في سبورت الحالية

### كرة القدم
| مسابقة                | منطقة          | تفاصيل البث                                                                                     |
| --------------------- | -------------- | ----------------------------------------------------------------------------------------------- |
| كأس الاتحاد الإنجليزي | إنجلترا · ويلز | سيتم عرض تغطية حية لأكثر من 20 مباراة في كل موسم من 2021/22 حتى 2024/25 إلى جانب بي بي سي سبورت |

كرة القدم
- نهائيات كأس العالم : جميع المباريات مباشرة على قناة بي بي سي سبورت وآي تي في سبورت (2018–2022) [17]
- نهائيات بطولة أوروبا : جميع المباريات مباشرة على قناة بي بي سي سبورت وآي تي في سبورت (حتى عام 2028)
- درع المجتمع الانجليزي: (2021 إلى الوقت الحاضر) [18]
- دوري البطولة الإنجليزية، الدوري الأول، الدوري الثاني، كأس البطولة الإنجليزي وأبرز أحداث كأس الرابطة الإنجليزية (2022 إلى الوقت الحاضر: أبرز أحداث دوري الإنجليزي على آي تي في 4 ومتكررة على آي تي في 1) [19]
- كأس الاتحاد الإنجليزي للشباب : يتم عرض مباريات نصف النهائي والنهائي مباشرة على آي تي في 4
- منتخب إنجلترا الوطني للسيدات: 2021–الآن [20]
- كأس أرنولد كلارك: 2022–الآن [21]
- الدوري الإسباني - 10 مباريات مباشرة في الموسم [22]

اتحاد الركبي
- كأس العالم للرجبي (رجال) : جميع المباريات مباشرة على ITV1، ITV3 وITV4 (حتى 2023) [23]
- كأس العالم للرجبي (سيدات) : مباشر على ITV1 وITV4 حتى عام 2021
- كأس العالم للرجبي تحت 20 عامًا : مباشر على ITV4 حتى عام 2023
- بطولة الأمم الستة : تمتلك قناة ITV حقوق بث مباريات إنجلترا وفرنسا وأيرلندا وإيطاليا (2022-2025) [24]
- الدوري الممتاز للرجبي : 5 مباريات مباشرة في موسم 2021–22 لتشمل المباراة النهائية بالإضافة إلى عرض أسبوعي مميز. زيادة التغطية إلى سبع مباريات حية في موسمي 2022–23 و2023–24.
- كأس أبطال الرجبي الأوروبي - 8 مباريات مباشرة في كل موسم بما في ذلك النهائي وأبرز الأحداث (حتى 2023/24) [25]

رياضة السيارات
- بطولة السيارات السياحية البريطانية : مباشرة على ITV2، ITV3 وITV4 (حتى عام 2026)
- MotoGP: سباقان مباشران على ITV1 وITV3 وITV4 مع أبرز الأحداث في جميع السباقات على ITV4 [26]
- بطولة العالم للسوبربايك : أبرز الأحداث على ITV4
- بطولة السوبربايك البريطانية : أبرز الأحداث على ITV4
- جزيرة مان تي تي : أبرز الأحداث على ITV4
- مهرجان جودوود للسرعة ، و Goodwood Revival ، واجتماع أعضاء Goodwood : مباشر على ITV1، وITV3، وITV4
- أبرز أحداث بطولة F3 البريطانية
- بطولة العالم للراليات : أبرز الأحداث على ITV4
- إكستريم إي : مباشر على ITV1

ملاكمة
- أبطال الملاكمة الممتازون : مباشر على ITV4

السنوكر
- الزوجي المختلط العالمي : مباشر على ITV1 وITV4
- بطولة بريطانيا المفتوحة : مباشرة على ITV3 وITV4
- بطل الأبطال : مباشر على ITV3 وITV4
- الجائزة الكبرى العالمية : مباشر على ITV3 وITV4
- بطولة اللاعبين : مباشرة على ITV3 وITV4
- بطولة الجولة : مباشرة على ITV3 وITV4

السهام
- المملكة المتحدة المفتوحة : مباشر على ITV3 وITV4
- البطولة الأوروبية : مباشرة على ITV3 وITV4
- الماجستير : مباشر على ITV3 وITV4
- نهائيات بطولة العالم لرمي السهام : مباشرة على ITV3 وITV4
- نهائيات بطولة اللاعبين : مباشرة على ITV3 وITV4
- بطولة العالم للسهام : تغطية مؤجلة ومباشرة لستة أحداث على ITV3 وITV4 (تغطية متأخرة للأحداث خارج المملكة المتحدة وأوروبا)

ركوب الدراجات
- سباق فرنسا للدراجات : تغطية حية وأبرز الأحداث على ITV4
- La Course من Le Tour de France : مباشر على ITV4
- جولة في بريطانيا : تغطية حية وأبرز الأحداث على ITV4
- جولة السيدات في بريطانيا : أبرز الأحداث على ITV4
- جولة يوركشاير : مباشر على ITV4
- Vuelta a Espana : أبرز الأحداث على ITV4
- بطولة سباق الطرق البريطانية: أبرز الأحداث على ITV4
- سلسلة الجولات : أبرز الأحداث على ITV4

سباق الخيل
- الحقوق الأرضية الحصرية لما لا يقل عن 95 يومًا من السباقات، مباشرة على قنوات ITV1 وITV3 وITV4 بما في ذلك مهرجان شلتنهام وجراند ناشيونال وديربي ورويال آسكوت

كرة القدم الأمريكية
- بث مباشر لجولتين من ألعاب لندن و Superbowl بالإضافة إلى أبرز الأحداث الأسبوعية حتى 2024/25 [27]

مصارعة
- All Elite Wrestling (2019 إلى الوقت الحاضر، AEW Dynamite & Rampage يُعاد عرضه على ITV4 ويسلط الضوء على ITV1) [28]

## روابط خارجية
- ITV Sport في اي تيفي اكس  [لغات أخرى]‏

لا توجد روابط لمواقع التواصل الاجتماعي.